# Battaglia di Cravant
La battaglia di Cravant fu uno scontro combattuto il 31 luglio 1423, nel corso della guerra dei cent'anni tra inglesi e francesi, che si risolse in una vittoria dei primi assieme all'alleato borgognone.

## Antefatto
Dopo il trattato di Troyes (1420), al re d'Inghilterra fu concesso di occupare tutto il nord della Francia, nei territori posti a nord della Loira. Nel 1422, con la morte improvvisa di Enrico V e l'ascesa al trono di un re bambino, Enrico VI, le ostilità ricominciarono.
All'inizio dell'estate del 1423, gli alleati anglo-borgognoni si unirono ad Auxerre per fronteggiare un esercito del Delfino Carlo, che stava marciando in Borgogna, diretto a Bourges. La predetta forza era composta da un grosso numero di soldati scozzesi, guidati da John Stewart, conte di Buchan. Le due schiere nemiche si incontrarono al villaggio di Cravant, e guadarono le rive del fiume Yonne, un tributario di riva sinistra della Senna, a sudest di Auxerre.
Le forze del Delfino si attestarono su una riva, soverchiando di numero gli anglo-borgognoni presenti sulla sponda opposta (il rapporto era di 2:1). Questi ultimi contavano circa 4 000 uomini, guidati da Thomas Montacute, IV conte di Salisbury.

## La battaglia
Per tre ore le forze avverse si fronteggiarono senza tentare di varcare il fiume. Alla fine Salisbury prese l'iniziativa ed il suo esercito iniziò ad attraversare il corso d'acqua, che arrivava sino alla cintola ed era largo circa 50 metri; ciò avvenne sotto la copertura di una gragnola di frecce scoccate dagli arcieri inglesi. Nel contempo, un'altra forza inglese comandata da Lord Willoughby de Eresby si aprì un passaggio attraverso il contingente scozzese, attraversando uno stretto ponte e dividendo l'armata del Delfino.
Quando le schiere francesi cominciarono a ritirarsi, gli scozzesi si rifiutarono di fuggire e furono decimati. Circa 3 000 di loro caddero sulla testa di ponte o lungo gli argini del fiume e più di 2 000 furono fatti prigionieri, incluso il conte di Buchan, che venne catturato dal maresciallo Claude de Chastellux. Le forze del Delfino si ritirarono oltre la Loira, lasciandosi dietro molti prigionieri e circa 6 000 morti.

## Conseguenze
Il successo a Cravant fu il primo per un esercito congiunto inglese e borgognone. Nonostante questo, gli alleati raramente avevano combattuto insieme e di solito operavano separatamente l'uno dall'altro. I delfinisti subirono una sconfitta ancora maggiore l'anno successivo nella battaglia di Verneuil.